# Désipramine
La désipramine, ou déméthylimipramine, est un antidépresseur tricyclique (TCA). Elle inhibe la réabsorption de la noradrénaline et, dans une moindre mesure, de la sérotonine. Elle est utilisée en médication contre la dépression, mais n'est pas considérée comme un traitement de première ligne depuis l'introduction des antidépresseurs ISRS (inhibiteurs sélectifs de la recapture de la sérotonine).
La désipramine est un métabolite actif issu de la dégradation de l'imipramine. Avec d'autres antidépresseurs tricycliques, elle peut être utilisée pour traiter des douleurs neuropathiques. Son mode d'action semble impliquer l'inhibition de la réabsorption de la noradrénaline afin d'activer les voies descendantes dans la moelle épinière pour bloquer les signaux douloureux qui remontent au cerveau. La désipramine est l'un des médicaments les plus spécifiques et les plus puissants de ce point de vue. Elle peut également être utilisée comme traitement des symptômes du trouble du déficit de l'attention, la production insuffisante de noradrénaline étant souvent — mais ce point fait toujours l'objet d'âpres débats — associée à ces troubles.

## Historique
La désipramine a été développée par Geigy; le composé est apparu pour la première fois dans la littérature en 1959 et a été breveté en 1962 . Le médicament a été introduit pour la première fois dans la pratique clinique pour le traitement de la dépression en 1963 ou 1964 .